# Deutsche Ringermeisterschaften 1923
Die 15. Deutschen Ringermeisterschaften wurden 1923 ausgetragen.

## Ergebnisse

### Bantamgewicht
| Platz | Sportler       | Stadt/Verein     |
| ----- | -------------- | ---------------- |
| 1     | Otto Gundelach | Berlin           |
| 2     | Schneider      | Offenbach        |
| 3     | Cornelius      | Mülheim am Rhein |

### Federgewicht
| Platz | Sportler         | Stadt/Verein  |
| ----- | ---------------- | ------------- |
| 1     | Hermann Brodbeck | Untertürkheim |
| 2     | Firmbach         | Mannheim      |
| 3     | Willi Neidhardt  | Greiz         |

### Leichtgewicht
| Platz | Sportler       | Stadt/Verein |
| ----- | -------------- | ------------ |
| 1     | Willi Steputat | Berlin       |
| 2     | Alfred Struwe  | Berlin       |
| 3     | Johannes Sürth | Köln         |

### Mittelgewicht
| Platz | Sportler             | Stadt/Verein     |
| ----- | -------------------- | ---------------- |
| 1     | Viktor Fischer (AUT) | Köln             |
| 2     | Fritz Schürmann      | Mülheim am Rhein |
| 3     | Adolf Rieger         | SpVgg Berlin-Ost |

### Halbschwergewicht
| Platz | Sportler       | Stadt/Verein  |
| ----- | -------------- | ------------- |
| 1     | Ferdinand Muss | Hörde         |
| 2     | Julius Maier   | Untertürkheim |
| 3     | Willi Müller   | Köln          |

### Schwergewicht
| Platz | Sportler       | Stadt/Verein |
| ----- | -------------- | ------------ |
| 1     | Fritz Eichholz | Oberhausen   |
| 2     | Georg Gehring  | Ludwigshafen |
| 3     | Hinterstoißer  | Pirmasens    |

## Deutsche Mannschaftsmeister 1923
Die SpVgg Berlin-Ost konnte den Titel des deutschen Mannschaftsmeister erneut gegen die Staffel des SC Nürnberg 04 verteidigen. Dabei starteten für die Berliner folgende Ringer: Otto Gundelach, Rutkowski, Budzin, Falkner, Magnam und Förster.